# Westbury on Trym
Westbury on Trym är en stadsdel i Bristol i England. Stadsdelen hade 10 754 invånare år 2011. Westbury on Trym var en civil parish fram till 1904 när blev den en del av Bristol. Civil parish hade 6 063 invånare år 1901. Byn nämndes i Domedagsboken (Domesday Book) år 1086, och kallades då Huesberie.